# Sikasur
Sikasur is een bestuurslaag in het regentschap Pemalang van de provincie Midden-Java, Indonesië. Sikasur telt 10.586 inwoners (volkstelling 2010).